# Bactrocera toxopeusi
Bactrocera toxopeusi är en tvåvingeart som först beskrevs av Erich Martin Hering 1953.  Bactrocera toxopeusi ingår i släktet Bactrocera och familjen borrflugor. Inga underarter finns listade.